# زن جدید (ترانه)
«زن جدید» (انگلیسی: New Woman) ترانه‌ای از رپر و خواننده تایلندی لیسا با همکاری خواننده اسپانیایی روسالیا است. این ترانه توسط Lloud و آرسی‌ای رکوردز در ۱۶ اوت ۲۰۲۴ منتشر شد.

## تاریخچه انتشار
| منطقه | تاریخ       | فرمت                  | ناشر                |
| ----- | ----------- | --------------------- | ------------------- |
| مختلف | ۱۶ اوت ۲۰۲۴ | دانلود دیجیتال استریم | Lloud آرسی‌ای رکوردز |